# 出村貴
出村 貴（でむら たかし、1972年4月4日 - ）は、日本の声優、俳優。東京都八王子市出身。本籍は北海道札幌市。Jac in production所属。洗足学園音楽大学大学ASコース非常勤講師。

## 略歴
幼少期に「誰か読んでー」となった時、出村は「うまく読んでやろう」と欲求がすごかったため、すすんで楽しく読んでおり、「役者やろう」と思ったきっかけのひとつになったという。
幼少期は神奈川県横浜市、福岡県、愛知県名古屋市、千葉県に移り住んでいた。
1992年に小劇場舞台で、俳優としての活動を始める。以降は演出含めて70本以上の小劇場舞台に参加している。
バオバブ学園（現：ビジュアル・スペース俳優養成所）12期生。1999年にアニメ『マジック・スクール・バス』で声優として活動も始める。
以前は劇団すごろく、ぷろだくしょんバオバブ、メディアフォースに所属していた。

## 人物
小野健一が主催する演劇部隊チャッターギャングで舞台活動もおこなっている。
趣味は競馬、食べ歩き、パチンコ。特技は軟式テニス。
モットーは「前向きにプラス志向!人に優しく!」。好きな言葉は「まあ、いいか」。
姉がいる。

## 出演
太字はメインキャラクター。

### テレビアニメ
2002年
- フォルツァ!ひでまる（キュータロウ）

2003年
- L/R -Licensed by Royal-（チャーリー、デルモント、通信）
- 妄想科学シリーズ ワンダバスタイル（男）

2004年
- B-伝説! バトルビーダマン（チンピラA、マンキドン、ドック4号、ゾーニック、サルビーダー 他）
- BLEACH（街の人〈参〉）
- 陸奥圓明流外伝 修羅の刻（供侍）

2005年
- UG☆アルティメットガール（同士B）
- パタリロ西遊記!（魚、店主、村人）
- B-伝説! バトルビーダマン 炎魂（男A、ビーダーB、モンスタービーダー、ドゥー・ライトリー、タランティラ 他）

2006年
- 爆球Hit! クラッシュビーダマン（審判少年）
- ラブゲッCHU 〜ミラクル声優白書〜（同人ファンA）

### OVA
2000年
- 銀河英雄伝説外伝 螺旋迷宮
- 銀河英雄伝説外伝 奪還者

2002年
- アーケードゲーマーふぶき（ザッコーLv.III）

2005年
- 永遠のアセリア（隊長、文官）

### ゲーム
1999年
- シェンムー（鶴岡紀之）

2005年
- テイルズ オブ ブレイカー（シラス、ヴィルギニア）

2007年
- アガレスト戦記（デュラン）

### 吹き替え
2001年
- ロズウェル - 星の恋人たち（コリンズ）

### ドラマCD
- AQUA Drama CD（運送屋さんA）
- 1年777組（こりす父）
- 仮面のメイドガイ（審判）
- GOSICK -ゴシック-（イアン）
- switch（捜査官A）
- すぱすぱ（生徒2）
- ZOMBIE-LOAN（先生A）
- dear 〜ディア〜 A story of the next day（討伐隊隊員A）
- 天外レトロジカル（公介）
- 電車男（警官2）
- 天正やおよろず（係員）
- ねこきっさ（ゴキブリ・ジェニー）
- ひなたの狼〜新選組綺談〜（千代松）
- まろまゆ（格闘家）

### BLCD
- ビッグガンを持つ男〜朝な夕なに乱されて〜（駅のアナウンス、理容師の店員）
- ラブ&トラスト（金城）